# Epsilon Bootis
Pour l’article ayant un titre homophone, voir Izard.
Désignations
A : HR 5506, HD 129989, SAO 83500

Epsilon Bootis (ε Boo / ε Bootis) est une étoile binaire de la constellation du Bouvier. Elle porte également les noms traditionnels Izar (nom retenu par l'Union astronomique internationale le 21 août 2016) ou Pulcherrima.
Le système d'Izar est constitué d'une géante orange brillante et d'une étoile blanche plus petite de la séquence principale. La géante orange est une étoile dans un stade assez tardif de son évolution stellaire, ayant déjà épuisé ses réserves en hydrogène. Avant que l'étoile la plus petite n'ait atteint ce stade dans son évolution, l'étoile primaire aura perdu une grande partie de sa masse dans une nébuleuse planétaire et aura évolué en naine blanche, et la paire aura quasiment échangé les rôles : l'étoile primaire devenant une naine faiblement lumineuse, tandis que l'étoile de type A brillera comme une géante lumineuse orange.
Le nom Izar provient de l'arabe ازار izār « voile », et le nom Pulcherrima provient du latin « la plus belle ».
En astronomie chinoise, cette étoile fait partie de l'astérisme Genghe représentant un bouclier protégeant le roi céleste Dajiao (α Bootis/Arcturus).